# コテージガーデン
コテージガーデン（英語: Cottage garden）は、非整形なデザイン、伝統的な素材、緻密に作付けし、観賞用や食用の植物を混合して使用する独特のスタイルの庭園。

## 概要
コテージガーデンは、非整形なデザイン、伝統的な素材、濃密な植付そして観賞用と食用の植物を組み合わせている。コテージガーデン発祥は何世紀も前にさかのぼり、人気は1870年代のイギリスで見事に着色された温室栽培の一年生植物の密集したデザインを使用したより構造化されたビクトリア朝の英国のエステート庭園に対応して成長し、壮大さと形式的な構造よりも優雅さと魅力によるがデザインよりカジュアルで当時影響力をもったイギリスの庭園作家でデザイナーで、サセックスGravetye Manorの ウィリアム・ロビンソン (造園家)そしてサリーMunstead Woodの ガートルード・ジーキルは、どちらもイングランドでガーデニングを実践し書も刊行していた。ジーキルの一連のテーマ別ガーデニングの本は、自然植栽の重要性と価値がヨーロッパとアメリカの影響であることを強調し、また半世紀後に影響を与えたMargery Fishは、East Lambrook Manorにいまでも残る庭園で、特に在来の植物の生活や、自己拡散と自己播種によって生み出される自然なパターンを強調している。 
最も初期のコテージガーデンは近代的なものよりはるかに実用的 - 土地が許されるならば果物の木、蜂の巣、さらに家畜と共に野菜とハーブに重点を置いて、というものであった。花はその間のスペースを埋めるために使われたが、時間が経つにつれて花がより支配的になる。現代のコテージガーデンにはより伝統的な英国式コテージガーデンでも無数の地域的および個人的なバリエーションがある。